# Luca Bucci
Luca Bucci (Bologna, 13 marzo 1969) è un allenatore di calcio ed ex calciatore italiano, di ruolo portiere, preparatore dei portieri del Cagliari.
Si è laureato vicecampione del mondo con la nazionale italiana nel 1994,  anno in cui ha vinto anche la Coppa UEFA col Parma.

## Caratteristiche tecniche
Dal carattere riservato ma deciso, Bucci era un portiere affidabile, forte fisicamente – seppur di statura relativamente ridotta – e dalle buone doti acrobatiche. Molto abile nelle uscite basse, era inoltre avvezzo a parare i calci di rigore. A proprio agio col pallone tra i piedi (da questo punto di vista era considerato uno dei migliori portieri d'Italia), era in grado di avviare la manovra della propria squadra, abilità che lo rendeva particolarmente adatto al gioco a zona.
Si è fatto conoscere per l'utilizzo di numeri insoliti per un portiere, dato che a Parma ha utilizzato durante la sua prima esperienza il numero 7, per poi passare al 5 durante la sua seconda parentesi ai Ducali.

## Carriera

### Giocatore

#### Club

Bucci (in piedi, primo da destra) alla Casertana nella stagione 1990-1991

##### Gli inizi
Cresciuto nel Parma, nei primi 5 anni di carriera colleziona pochissime presenze (7) in Serie B e C (Parma, Pro Patria, Rimini). Nella stagione 1990-1991 è titolare alla Casertana (Serie C1), dove gioca la stagione successiva in Serie B. Nel 1992-1993 passa alla Reggiana, con la quale vince da protagonista il campionato di Serie B.

##### Parma e Perugia
Nel 1993 torna al Parma, con il quale esordisce in Serie A il 29 agosto 1993, a 24 anni, in Udinese-Parma (0-1). Gioca titolare fino alla stagione 1996-1997, quando perde il posto in favore del diciottenne Gianluigi Buffon, e nel gennaio del 1997 è ceduto in prestito al Perugia, dove trova maggiormente spazio. In estate torna in Emilia per fine prestito.

##### Torino ed Empoli
Nel mese di gennaio del 1998 viene ceduto a titolo definitivo al Torino, dove resta da titolare fino all'estate 2003, collezionando 175 presenze tra Serie A e B.
Ceduto all'Empoli, disputa 17 gare nel girone d'andata subendo 27 gol. A marzo 2004 subisce un infortunio a una spalla che lo costringe a un intervento chirurgico e a chiudere anzitempo la stagione. Dopo la retrocessione in Serie B dei toscani non gli è rinnovato il contratto e resta svincolato.

##### Ritorno al Parma
Nel gennaio 2005 torna al Parma, dove fino a fine stagione è riserva di Sébastien Frey, collezionando 2 presenze grazie all'espulsione di Frey in Parma-Cagliari (3-2), ma giocando titolare in Coppa UEFA.
Nel 2005 è confermato secondo di Cristiano Lupatelli. A metà girone d'andata, complici le incerte prove di Lupatelli, diventa titolare fino alla pausa natalizia. Nel mercato di gennaio il Parma cede Lupatelli al Palermo in cambio di Matteo Guardalben. Anche quest'ultimo parte titolare ma, dopo 7 partite, subisce un grave infortunio e Bucci torna titolare, questa volta fino a fine stagione.
Nella stagione 2006-2007 inizia da secondo portiere dietro Alfonso De Lucia; torna titolare contribuendo alla salvezza della squadra allenata da Claudio Ranieri. Nella stagione 2007-2008 si alterna con Nicola Pavarini, nell'annata finita con la retrocessione in Serie B.

##### Napoli
Finita la stagione, è svincolato fino al 6 febbraio 2009 quando è ingaggiato dal Napoli, con cui firma un contratto fino a fine stagione. Gioca la sua unica partita in maglia azzurra il 19 aprile 2009 in Cagliari-Napoli (2-0), diventando il 5º portiere del Napoli in quella stagione dopo Gennaro Iezzo, Matteo Gianello, Nicolás Navarro e Luigi Sepe. Con questa presenza è il giocatore più anziano a disputare una gara in Serie A con la maglia del Napoli a 40 anni, 1 mese, 6 giorni. A fine campionato annuncia il proprio ritiro.

#### Nazionale
In nazionale conta 3 presenze e 25 convocazioni tra il 1994 e il 1996, tutte sotto la direzione del commissario tecnico Arrigo Sacchi.
Appena entrato nel giro azzurro, batte la concorrenza di Angelo Peruzzi e viene convocato come terzo portiere per il campionato del mondo 1994, in cui l'Italia viene sconfitta in finale dal Brasile ai tiri di rigore. Esordisce il 21 dicembre dello stesso anno, giocando il secondo tempo dell'amichevole Italia-Turchia (3-1).
Dopo l'accantonamento dell'ex titolare Gianluca Pagliuca, Bucci è chiamato a sostituire il nuovo numero uno Peruzzi nella sfida contro la Croazia (1-1) dell'8 ottobre 1995, valida per le qualificazioni a Euro 1996: dopo 9 minuti di gioco, sorpreso da un rimbalzo del pallone, è costretto a toccare la sfera con le mani fuori dall'area di rigore, venendo espulso. Sostituito da Francesco Toldo, autore di un'ottima prova, viene scavalcato nelle gerarchie dal portiere veneto e torna a ricoprire il ruolo di terza scelta; in questa veste prende parte al campionato d'Europa 1996. Sul finire del 1996, in concomitanza con l'addio di Sacchi, conclude la sua carriera in nazionale.

### Dopo il ritiro
Il 5 aprile 2011 diventa preparatore dei portieri al Parma, nello staff del nuovo tecnico Franco Colomba.
Il 28 ottobre 2015 diventa preparatore dei portieri al Bologna, nello staff del nuovo tecnico Roberto Donadoni. Con l'addio di quest'ultimo, resta comunque nel club felsineo, rientrando nello staff tecnico di Filippo Inzaghi e anche nel successivo entourage del nuovo tecnico Siniša Mihajlović.
Dal 2023 è coordinatore dell'area portieri del CF Montréal, in Canada.
Nel luglio del 2024, torna al Bologna, venendo incluso nello staff di Vincenzo Italiano.
Nel giugno del 2025, viene nominato preparatore dei portieri del Cagliari, entrando nello staff tecnico di Fabio Pisacane.

## Statistiche

### Presenze e reti nei club
| Stagione         | Squadra          | Campionato       | Campionato | Campionato | Coppe nazionali | Coppe nazionali | Coppe nazionali | Coppe continentali | Coppe continentali | Coppe continentali | Altre coppe | Altre coppe | Altre coppe | Totale | Totale | Totale |
| Stagione         | Squadra          | Comp             | Pres       | Reti       | Comp            | Pres            | Reti            | Comp               | Pres               | Reti               | Comp        | Pres        | Reti        | Pres   | Reti   |        |
| ---------------- | ---------------- | ---------------- | ---------- | ---------- | --------------- | --------------- | --------------- | ------------------ | ------------------ | ------------------ | ----------- | ----------- | ----------- | ------ | ------ | ------ |
| 1986-1987        | Parma            | B                | 1          | -1         | CI              | 1               | 0               | -                  | -                  | -                  | -           | -           | -           | 2      | -1     |        |
| lug.-nov. 1987   | Pro Patria       | C2               | 1          | -2         | CI-C            | ?               | ?               | -                  | -                  | -                  | -           | -           | -           | 1+     | -2+    |        |
| nov. 1987-1988   | Rimini           | C1               | 1          | 0          | CI-C            | ?               | ?               | -                  | -                  | -                  | -           | -           | -           | 1+     | 0+     |        |
| 1988-1989        | Parma            | B                | 0          | 0          | CI              | 0               | 0               | -                  | -                  | -                  | -           | -           | -           | 0      | 0      |        |
| 1989-1990        | Parma            | B                | 4          | -3         | CI              | 0               | 0               | -                  | -                  | -                  | -           | -           | -           | 4      | -3     |        |
| 1990-1991        | Casertana        | C1               | 32         | -12        | CI-C            | ?               | ?               | -                  | -                  | -                  | -           | -           | -           | 32+    | -12+   |        |
| 1991-1992        | Casertana        | B                | 35+1       | -37 + -2   | CI              | 4               | -3              | -                  | -                  | -                  | -           | -           | -           | 40     | -42    |        |
| Totale Casertana | Totale Casertana | Totale Casertana | 67+1       | -49 + -2   |                 | 4+              | -3+             |                    | -                  | -                  |             | -           | -           | 72+    | -54+   |        |
| 1992-1993        | Reggiana         | B                | 36         | -15        | CI              | 3               | -8              | -                  | -                  | -                  | -           | -           | -           | 39     | -23    |        |
| 1993-1994        | Parma            | A                | 32         | -32        | CI              | 0               | 0               | CdC                | 9                  | -5                 | SU          | 0           | 0           | 41     | -37    |        |
| 1994-1995        | Parma            | A                | 30         | -25        | CI              | 3               | -4              | CU                 | 12                 | -6                 | -           | -           | -           | 45     | -35    |        |
| 1995-1996        | Parma            | A                | 26         | -25        | CI              | 1               | -3              | CdC                | 6                  | -6                 | SI          | 1           | -1          | 34     | -25    |        |
| 1996-gen. 1997   | Parma            | A                | 7          | -9         | CI              | 1               | -3              | CU                 | 1                  | -1                 | -           | -           | -           | 9      | -13    |        |
| gen.-giu. 1997   | Perugia          | A                | 17         | -30        | CI              | -               | -               | -                  | -                  | -                  | -           | -           | -           | 17     | -30    |        |
| 1997-gen. 1998   | Parma            | A                | 0          | 0          | CI              | 0               | 0               | -                  | -                  | -                  | -           | -           | -           | 0      | 0      |        |
| gen.-giu. 1998   | Torino           | B                | 19+1       | -15-1      | CI              | -               | -               | -                  | -                  | -                  | -           | -           | -           | 20     | -16    |        |
| 1998-1999        | Torino           | B                | 20         | -17        | CI              | 4               | -5              | -                  | -                  | -                  | -           | -           | -           | 24     | -22    |        |
| 1999-2000        | Torino           | A                | 32         | -42        | CI              | 0               | 0               | -                  | -                  | -                  | -           | -           | -           | 32     | -42    |        |
| 2000-2001        | Torino           | B                | 35         | -27        | CI              | 6               | -8              | -                  | -                  | -                  | -           | -           | -           | 41     | -35    |        |
| 2001-2002        | Torino           | A                | 30         | -36        | CI              | 0               | 0               | -                  | -                  | -                  | -           | -           | -           | 30     | -36    |        |
| 2002-2003        | Torino           | A                | 24         | -41        | CI              | 0               | 0               | Int                | 4                  | -3                 | -           | -           | -           | 28     | -44    |        |
| Totale Torino    | Totale Torino    | Totale Torino    | 160+1      | -179-1     |                 | 10              | -13             |                    | 4                  | -3                 |             | -           | -           | 175    | -196   |        |
| 2003-2004        | Empoli           | A                | 17         | -27        | CI              | 2               | -3              | -                  | -                  | -                  | -           | -           | -           | 19     | -30    |        |
| gen.-giu. 2005   | Parma            | A                | 2          | -2         | CI              | 0               | 0               | CU                 | 7                  | -2                 | -           | -           | -           | 9      | -4     |        |
| 2005-2006        | Parma            | A                | 22         | -23        | CI              | 0               | 0               | -                  | -                  | -                  | -           | -           | -           | 22     | -23    |        |
| 2006-2007        | Parma            | A                | 26         | -30        | CI              | 1               | -1              | CU                 | 2                  | -1                 | -           | -           | -           | 29     | -32    |        |
| 2007-2008        | Parma            | A                | 31         | -50        | CI              | 0               | 0               | -                  | -                  | -                  | -           | -           | -           | 31     | -50    |        |
| Totale Parma     | Totale Parma     | Totale Parma     | 181        | -200       |                 | 7               | -11             |                    | 37                 | -21                |             | 1           | -1          | 226    | -233   |        |
| feb.-giu. 2009   | Napoli           | A                | 1          | -2         | CI              | 0               | 0               | CU                 | 0                  | 0                  | -           | -           | -           | 1      | -2     |        |
| Totale carriera  | Totale carriera  | Totale carriera  | 483        | -506       |                 | 26+             | -38+            |                    | 41                 | -24                |             | 1           | -1          | 551+   | -569+  |        |

### Cronologia presenze e reti in nazionale
| Cronologia completa delle presenze e delle reti in nazionale ― Italia | Cronologia completa delle presenze e delle reti in nazionale ― Italia | Cronologia completa delle presenze e delle reti in nazionale ― Italia | Cronologia completa delle presenze e delle reti in nazionale ― Italia | Cronologia completa delle presenze e delle reti in nazionale ― Italia | Cronologia completa delle presenze e delle reti in nazionale ― Italia | Cronologia completa delle presenze e delle reti in nazionale ― Italia | Cronologia completa delle presenze e delle reti in nazionale ― Italia |
| Data                                                                  | Città                                                                 | In casa                                                               | Risultato                                                             | Ospiti                                                                | Competizione                                                          | Reti                                                                  | Note                                                                  |
| --------------------------------------------------------------------- | --------------------------------------------------------------------- | --------------------------------------------------------------------- | --------------------------------------------------------------------- | --------------------------------------------------------------------- | --------------------------------------------------------------------- | --------------------------------------------------------------------- | --------------------------------------------------------------------- |
| 21-12-1994                                                            | Pescara                                                               | Italia                                                                | 3 – 1                                                                 | Turchia                                                               | Amichevole                                                            | -1                                                                    |                                                                       |
| 19-6-1995                                                             | Losanna                                                               | Svizzera                                                              | 0 – 1                                                                 | Italia                                                                | Torneo del Centenario della Federazione Svizzera                      | -                                                                     | 46’                                                                   |
| 8-10-1995                                                             | Spalato                                                               | Croazia                                                               | 1 – 1                                                                 | Italia                                                                | Qual. Euro 1996                                                       | -                                                                     | 9’                                                                    |
| Totale                                                                |                                                                       | Presenze                                                              | 3                                                                     |                                                                       | Reti                                                                  | -1                                                                    |                                                                       |

## Palmarès

### Club

#### Competizioni nazionali
- Campionato italiano di Serie B: 2

Reggiana: 1992-1993
Torino: 2000-2001
- Campionato italiano Serie C1: 1

Casertana: 1990-1991 (girone B)

#### Competizioni internazionali
- Supercoppa UEFA: 1

Parma: 1993
- Coppa UEFA: 1

Parma: 1994-1995